# TOTOギャラリー・間
TOTOギャラリー・間（トートー ギャラリー・ま）は、東京都港区南青山に所在する建築及びデザインの専門ギャラリーである。TOTO株式会社が運営している。

## 概要
TOTO株式会社が社会貢献活動の一環として1985年に開設したギャラリーである。展示室はTOTO乃木坂ビルの3階及び4階に分かれている。観覧者は3階から入場し、3階中庭から外部階段で4階にアクセスする。展覧会の企画は運営委員会が行っている。
- 開館時間[4]
  - 11:00–18:00（火・水・木・土）
  - 11:00–18:00（金）
- 休館日 - 月曜・祝日・夏期休暇（お盆）・年末年始・展示替え期間[2][4]

## 沿革
- 1984年 - 安藤忠雄、川上元美、黒川雅之、杉本貴志、田中一光をメンバーとするDAC（TOTO Design Advisory Committee）が発足[2]。
- 1985年
  - 10月 - DACメンバーの発案により「ギャラリー・間」開設[2]。
  - 安藤忠雄、川上元美、黒川雅之、杉本貴志、田中一光が運営委員に就任[2]。
- 1989年 - 日本文化デザイン賞企業文化デザイン賞を受賞[2]。
- 1994年 - TOTO乃木坂ビル4階に「第2展示室」を増床[2]。
- 1995年 - TOTO出版と連動した展覧会関連書籍の出版を開始[2]。
- 1996年 - 空間術講座開始[2]。
- 1997年 - 毎日デザイン賞特別賞受賞[2]。
- 2000年 - 地方大学との共催による巡回展開始[2]。
- 2002年 - メセナ大賞2002「情報発信賞」受賞[2]。
- 2010年
  - 名称を「TOTOギャラリー・間」に改称[1][2]。
  - 運営委員会を改選。安藤忠雄が特別顧問に就任。岸和郎（-2016年）、内藤廣（-2016年）、原研哉（-2014年）、吉岡徳仁（-2012年）が運営委員に就任[1][2]。
- 2012年 - エルウィン・ビライが運営委員に就任[2]。
- 2013年 - TOTOギャラリー・間代表の遠藤信行が日本建築学会文化賞を受賞[2][5]。
- 2014年 - 妹島和世が運営委員に就任[2]。
- 2016年 - 小嶋一浩、妹島和世、塚本由晴、エルウィン・ビライが運営委員に就任[2]。
- 2017年 - 千葉学が運営委員に就任[2]。

## 運営委員
- 安藤忠雄 - 特別顧問[2]
- 妹島和世
- 千葉学
- 塚本由晴
- エルウィン・ビライ

## 交通
- 千代田線乃木坂駅3番出口から徒歩約1分[2]。
- 大江戸線六本木駅8番出口から徒歩約6分。
- 日比谷線六本木駅4a番出口から徒歩約7分。
- 銀座線・半蔵門線、大江戸線青山一丁目駅4番出口から徒歩約7分。